# Petru Aruștei
Petru Aruștei (n. 23 martie 1939, Podu Iloaiei, județul Iași — d. 17 august 1984, Iași) a fost un poet și pictor român.

## Volume de autor (postum)
- Moarte și renaștere. Supraviețuire, Editura Institutul European, Iași, 1994 (cu un Memorial de Cezar Ivănescu și un Eseu de Ioan Constantinescu; conține reproduceri din grafica autorului)
- Poeme, Editura Junimea, Iași, 2000 (ediția a doua revăzută și adăugită), format 16x23cm, 360 p

## Grafică (selectiv)
- Sofocle, Filoctet, Teatru Național „Vasile Alecsandri”, Iași, stragiunea 1966-1967 (grafica caietului-program)
- Pelicanul, August Strindberg, Teatru Național „Vasile Alecsandri”, Iași, stagiunea 1969-1970 (grafica caietului-program)
- Iertarea, Ion Băieșu, Teatru Național „Vasile Alecsandri”, Iași, stagiunea 1968-1969
- În „Arlechinul”, octombrie 1970
- I.A. Bassarabescu, Un om în toată firea, ed. Junimea, Iași, 1972, cu 12 ilustrații de Petru Aruștei
- Euchronia, nr. 1,  București, 1992 (grafică și poeme în proză)
- Albanica, nr. 2, primăvară, Editura Asdreni, Craiova, 2019 (grafică, p. 143,151)
- Albanica, nr. 3, vară, Editura Asdreni, Craiova, 2019 (grafică, p. 107, 133, 139, 151)
- Albanica, nr. 4, toamnă, Editura Asdreni, Craiova, 2019 (grafică, p. 165 ș.a.)

## Expoziții personale (selectiv)
- Casa Universitarilor, Iași, 1967
- Galeriile Pogor (postum), Iași, 1986

## Expoziții (selectiv)
- Ateneul Tineretului, București, 1969

## Premii
- Premiul I pe țară, la a IV-a bienală de artă plastică, pentru lucrarea Hiena de lângă Kilimanjaro, 1965
- Premiul pentru literatură al Asociației Scriitorilor din Iași pentru volumul Moarte și renaștere. Supraviețuire, 1994